# آندژی سارامونوویچ
آندژی سارامونوویچ (لهستانی: Andrzej Bogdan Saramonowicz؛ زادهٔ ۲۳ فوریهٔ ۱۹۶۵) کارگردان فیلم، تهیه‌کننده فیلم، فیلم‌نامه‌نویس و روزنامه‌نگار اهل لهستان است.
از فیلم‌ها یا مجموعه‌های تلویزیونی که وی در آن‌ها نقش داشته‌است، می‌توان به تستوسترون و مرد ایده‌آل برای دوست‌دخترم اشاره نمود.